# Chioninia
Chioninia – rodzaj jaszczurek z podrodziny Mabuyinae w rodzinie scynkowatych (Scincidae).

## Zasięg występowania
Rodzaj obejmuje gatunki występujące w Republice Zielonego Przylądka.

## Morfologia
Długość ciała 87,5–105 mm.

## Systematyka

### Etymologia
- Chioninia: J.E. Gray nie wyjaśnił etymologii nazwy rodzajowej[1], najprawdopodobniej eufoniczne słowo.
- Macroscincus: gr. μακρος makros „długi”[6]; σκιγκος skinkos lub σκιγγος skingos „rodzaj jaszczurki, scynk”[7]. Gatunek typowy: Gongylus (Euprepes) coctei Duméril & Bibron, 1839.
- Charactodon: gr. χαραξ kharax, χαρακος kharakos „zaostrzony kół, pal, tyka”[8]; οδους odous, οδοντος odontos „ząb”[9]. Gatunek typowy: Gongylus (Euprepes) coctei Duméril & Bibron, 1839.

### Podział systematyczny
Do rodzaju należą następujące gatunki: 
- Chioninia coctei
- Chioninia delalandii
- Chioninia fogoensis
- Chioninia nicolauensis
- Chioninia spinalis
- Chioninia stangeri
- Chioninia vaillantii